# Silla (Corea)
Silla o Shilla (en hangul, 신라; en hanja, 新羅) fue uno de los tres reinos de Corea que existió entre los años 57 a. C. y 935, junto con Goguryeo y Baekje. Fue fundado como un principado de la confederación Samhan en el año 52 a. C.
Este reino consiguió conquistar los territorios de los otros dos reinos que ocupaban la península de Corea, Baekje en el año 660 y Goguryeo en el 668, comenzando un periodo que suele recibir el nombre de Silla unificada. Durante este periodo, el reino de Silla se extendía por casi toda la península de Corea, mientras que la parte norte de Goguryeo pasó a convertirse en el reino de Balhae. Aproximadamente mil años más tarde, el reino de Silla se dividió en los llamados "tres reinos tardíos", hasta que en el año 935 sucumbió a su sucesor, la dinastía Goryeo, nombre del cual deriva el actual nombre de Corea.

## Polisemia
Desde la fundación hasta el desarrollo del reino, Silla se llamó por varios nombres en hanja: 斯盧 (사로, Saro), 斯羅 (사라, Sara), 徐那(伐) (서나[벌], Seona[beol]), 徐耶(伐) (서야[벌], Seoya[beol]), 徐羅(伐) (서라[벌], Seora[beol]), y徐伐 (서벌, Seobeol).
En 503, el rey Jinheung eligió las letras de 新羅(신라), que tiene pronunciación de "Shil·la" (más exactamente [ɕʰilːa] en coreano moderno).
El nombre Silla o la capital Seora-beol (en alfabteto: 서라벌, actualmente Gyeongju) se usaron en torno a Asia nordoriental para indicar la gente de Silla: en japonés, Shiragi; Solgo o Solho en la lengua de Jurchen y Manchuria. En mongol moderno, los coreanos se llaman Солонгос o Solongos que aparentemente tiene origen de una palabra, солонго solongo con el sentido de "iris".
Como una leyenda de Silla dice que el fundador del estado se nació desde un huevo, Silla también tenía el nombre de Gyerim (鷄林, 계림), literalmente el bosque del gallo.

## Historia

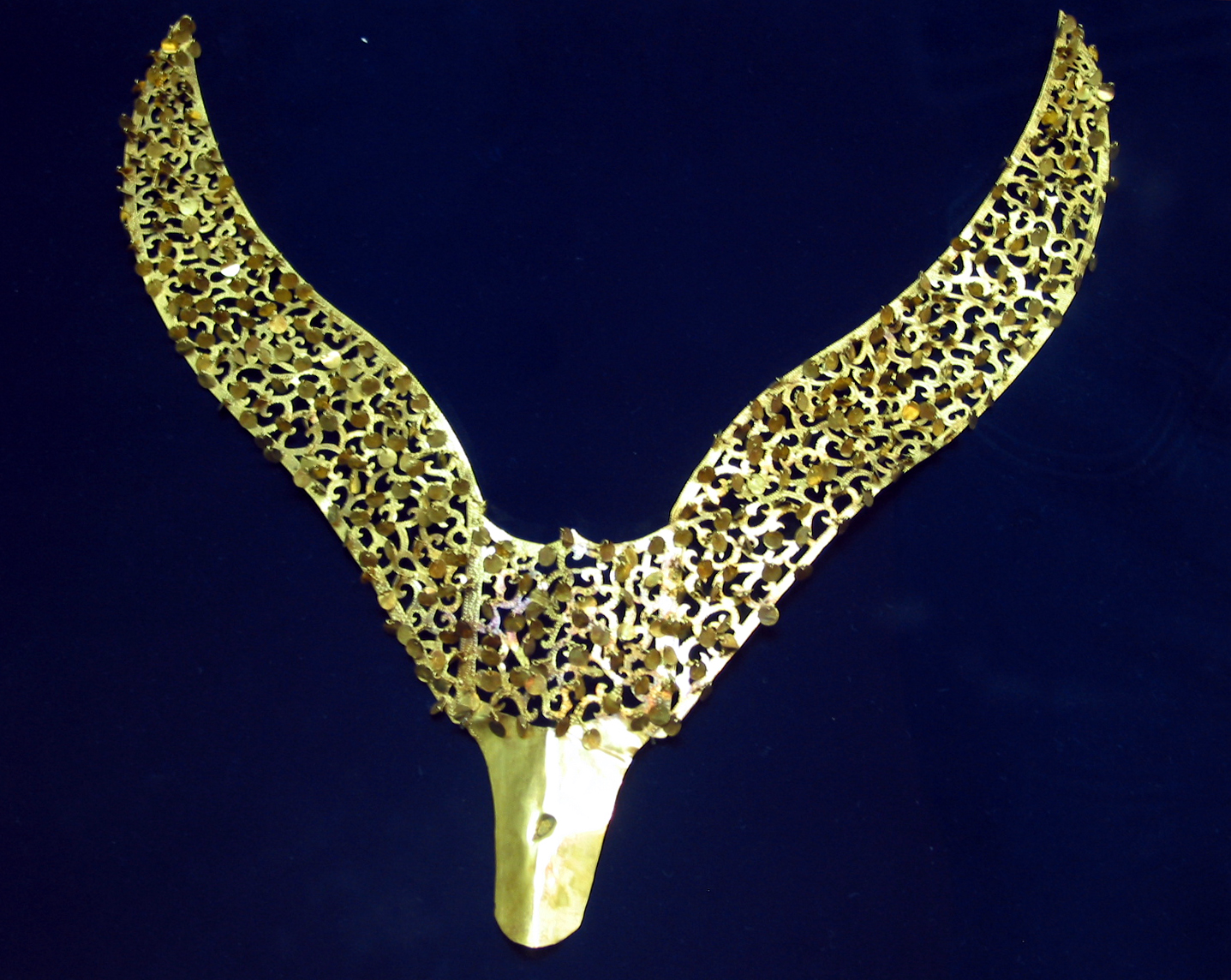
El ornamento de oro en el principio de Silla.

Los historiadores tradicionalmente dividen Silla en tres épocas: principio (trad. 57 AC–654 DC); el período medio (654–780); y posterior (780–935).

### Conversión de fuerza
El clan Park había conservado la fuerza durante tres generaciones antes de que el clan Seok se rebelara. Cuando el primer rey del clan Seok se coronó, la autoridad del clan Kim se busca en la leyenda de Kim alji. Como los clanes de Park y Seok continuamente se pelearon, el clan Kim finalmente aseguró su poder en la corte que resulta la conversión de los sitios de tres clanes: los reyes desde Kim, y dos clanes en los puestos nobles.

### Fundación
Durante los inicios de la época de los tres reinos de Corea, las ciudades-estado del centro y sur de la península se constituyeron en la confederación de Samhan. El primer nombre de Silla fue Saro-guk, una confederación de 12 miembros conocida como Jinhan. Saro-guk consistía en seis poblados y seis clanes.
De acuerdo a los registros coreanos Silla fue fundada por el rey Bak Hyeokgeose de Silla en 57 a. C., cerca de lo que actualmente es Gyeongju. Él es el ancestro del clan Park (박), uno de los apellidos coreanos más comunes en la actualidad.

### Primer período
Hacia el siglo Ⅱ, Silla se conformó como estado en el sureste de la península coreana. Expandió su influencia sobre los jefes vecinos de Jinhan, pero en el siguiente siglo, el poder de Silla se limitaba a la ciudad-estado más poderosa en una confederación laxa.
Al norte de Corea, Goguryeo se fundó en 50 a. C., y destruyó la última comandancia china en 313 aproximadamente y ganó gran pujanza contra las dinastías chinas. Al oeste, Baekje se constituyó como un reino centralizado alrededor del año 250 a. C., al de las fuerzas de Mahan. Al suroeste, la confederación de Byeonhan se organizó en la Confederación Gaya.

### Emergencia de monarquía

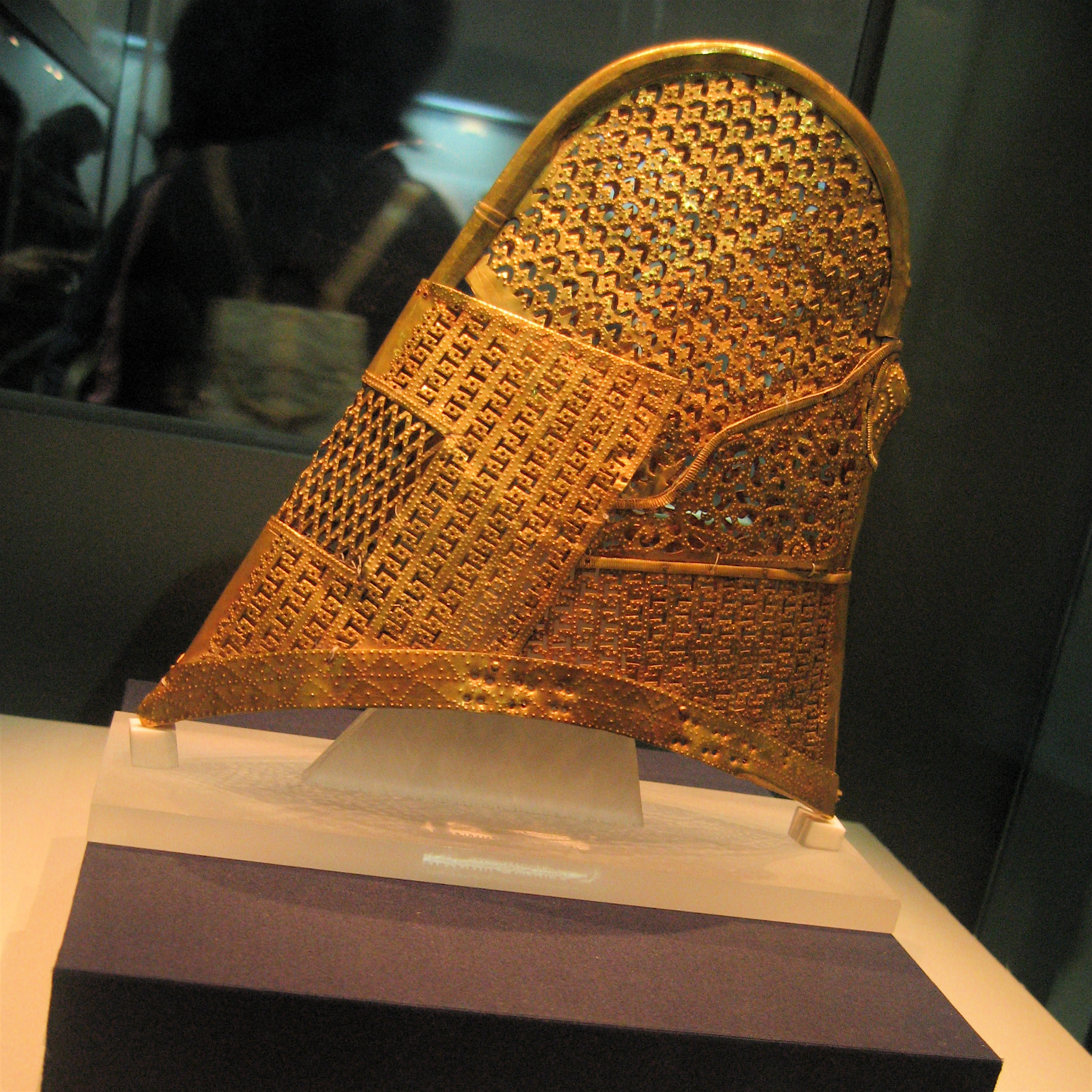
El sombrero interior de oro en el -6 Silla.

Aunque el orden de los reyes de Silla se cambiaron por turno del clan Park, Kim y Seok, el rey Naemul de Silla (r. 356–402, el clan Kim) instituyó el sistema de monarquía hereditaria, que significa la eliminación de la rotación. Desde Naemul, el título del rey en Silla se cambió a Maripgan(en hangul:마립간, sugestivamente con la etimología de mari o meori, literalmente la cabeza, "grande, mucho". En 377, Silla envió los emisarios a China y también estableció la diplomacia con Goguryeo. Notablemente, la fuerza de Goguryeo entró a Silla para derrotar la invasión de Wa. (actualmente Japón)
Como Silla recibió la presión desde Baekje al oeste y desde Wa (actualmente Japón) al sur, Silla formó alianza con Goguryeo en el posterior del siglo Ⅳ. No obstante, el rey Nulji de Silla se vio obligado a establecer alianza con Baekje debido al avance hacia el sur de Goguryeo.
Bajo el rey Beopheung de Silla (r. 514–540), Silla crecía ampliamente con la religión nacional del budismo, organizando el nombre de era independiente. Silla ocupó a la confederención de Gaya por la guerra: Geumgwan Gaya en 532 y; Daegaya en 562, que facilitaba el avance al río Nakdong.
El rey Jinheung de Silla (r. 540-576) abrió su dominio en su cumbre estableciendo el sistema militar fuerte. Silla y Baekje formaron la alianza contra Goguryeo para ocupar el río de Han robando toda la región desde Baekje en 553. Lo destruyó a la alianza de Baekje-Silla durante 120 años. Bajo su reinado, Silla se expandió al norte cerca de Hamheung de Corea del Norte.
Jinheung también instaló el sistema de Hwarang que literalmente significa los hombres de la flor y grupo elite militar. Normalmente, el primer período se considera por el fin de la reina Jindeok.

### Posterior Silla

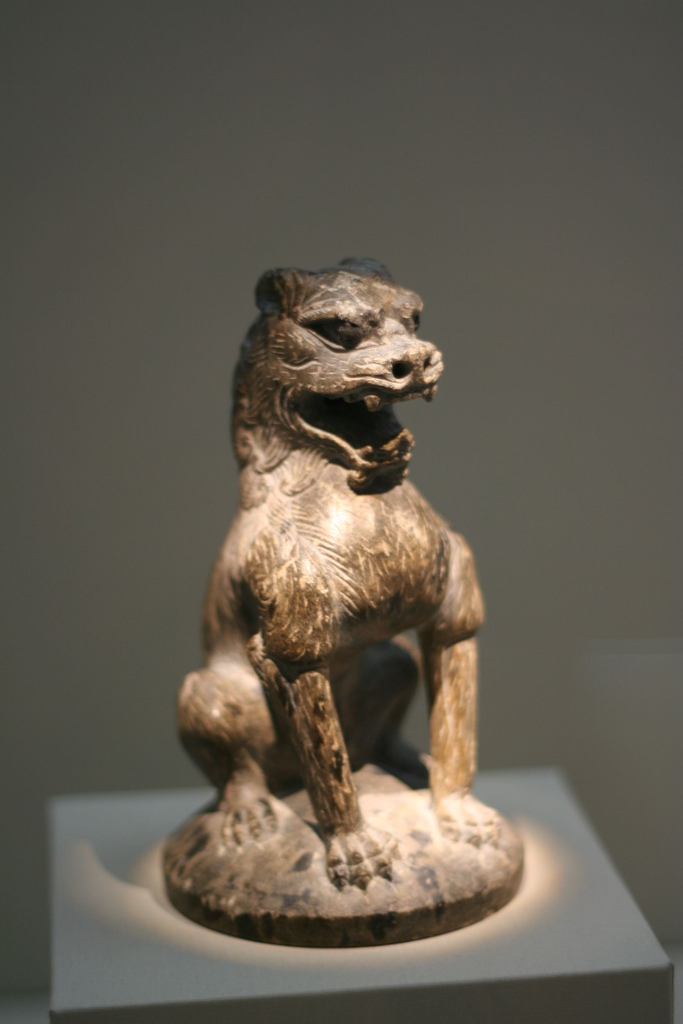
Una relíquia de Silla.

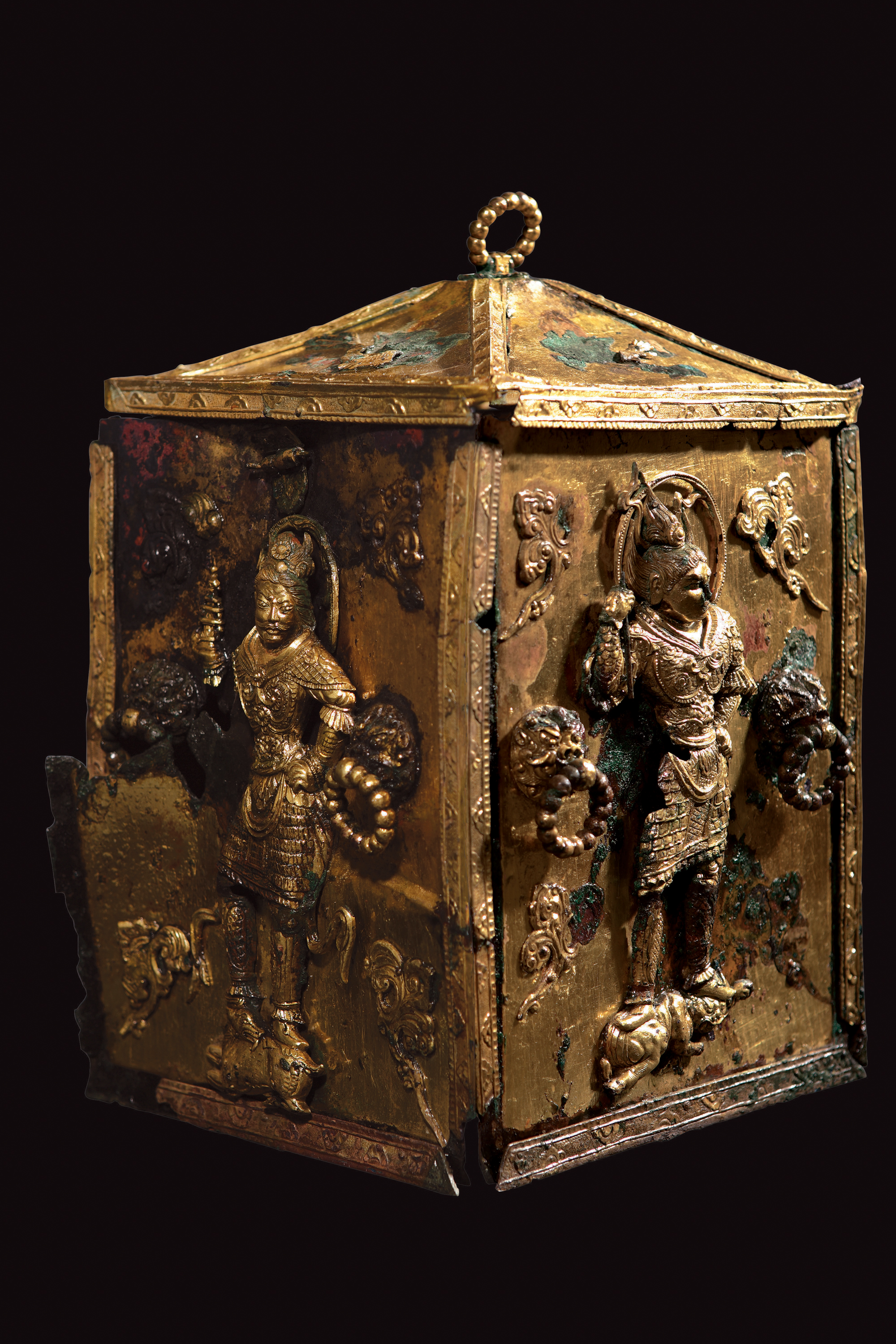
Una caja de relicario que se descubrió en el sitio del templo Gameunsa.

En el siglo Ⅶ, Silla formó a la alianza con Tang china en 660, notablemente por el esfuerzo del rey Muyeol (r.654-661). Siguiendo las ofensivas, Silla-Tang ocupó al dominio de Baekje en 660 y Goguryeo también se cayó en 668 durante el reino del rey Munmu. El general Kim Yu-shin contribuyó masivamente en series de las guerras con Goguryeo. El territorio de Goguryeo se transformó al reino de Balhae por el exgeneral Daejoyeong.
La distinta característica de Silla en su medio plazo fue la consolidación de la autoridad real relativamente detrás del sistema golpum, la categoría única de rango en Silla. Era posible porque

## Cultura

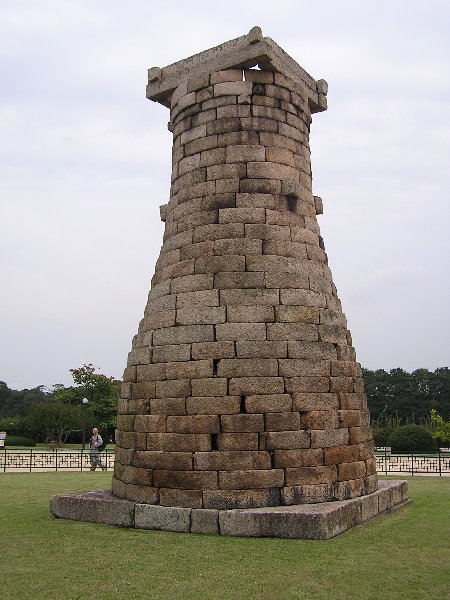
Cheomsongdae es el observatorio astronómico más antiguo que se conserva en el Extremo Oriente.

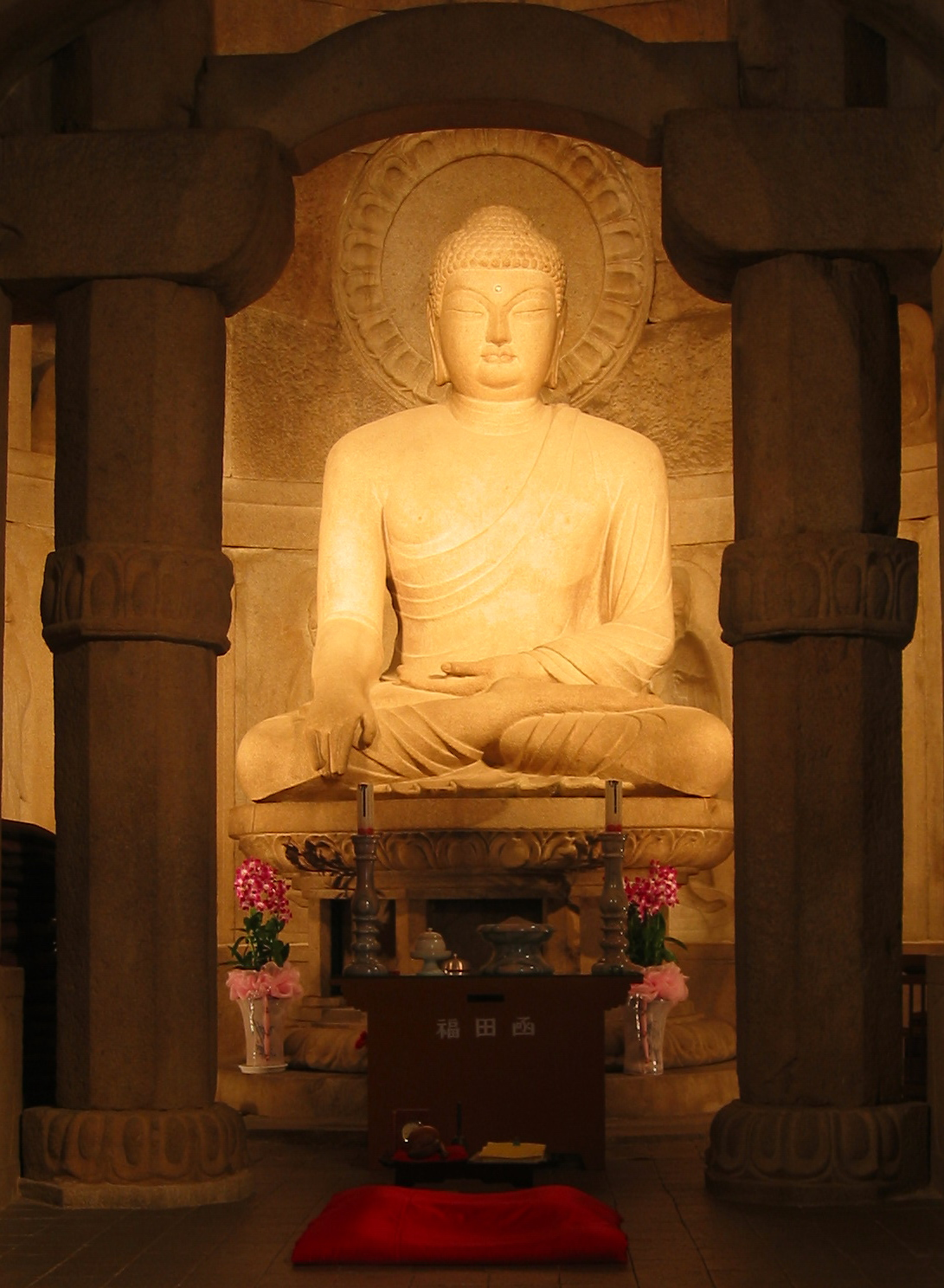
Estatua budista de Seokguram.

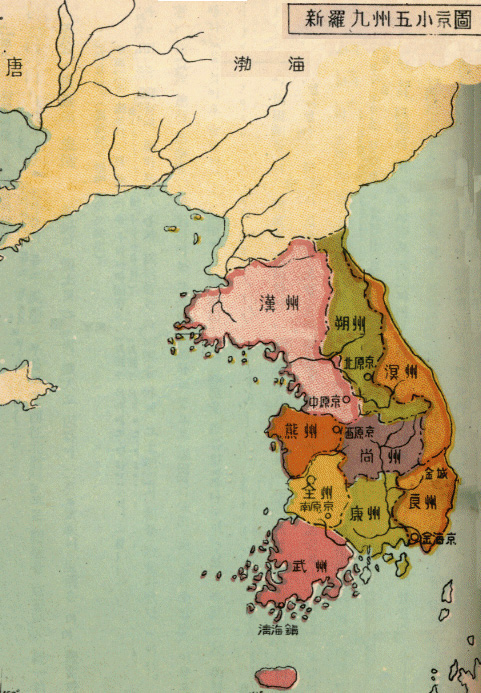
El reino unificado de Silla (668–935).

La capital de Silla fue Gyeongju, la actual capital de la provincia surcoreana de Gyeongsang del Norte. En ella, aún se observa un gran número de templos y mausoleos del período. Las diversas regiones de Gyeongju avaluados históricamente fueron reconocidas como Patrimonio de la Humanidad por la Unesco en 2000. La mayor parte de este patrimonio se encuentra protegido al interior del parque nacional de Gyeongju.
La Campana de Bronce del Rey Seongdeok el Grande atrae a un gran número de turistas, ya que esta produce un sonido muy peculiar, sobre la cual existe incluso una leyenda. Cheomseongdae se encuentra cerca de Gyeongju y constituye el observatorio más antiguo que se encuentra en Asia Oriental. Fue construido bajo el mando de la Reina Seondeok (623-647).
Fueron los comerciantes musulmanes quienes dieron a conocer a "Silla" al mundo Occidental, a través del camino de la Seda. Geógrafos del árabes y medas, entre ellos ibn Khurdadhbih, al-Masudi, Dimashiki, al-Nuwairi, and al-Maqrizi, dejaron registros sobre Silla.

### Religión
En el año 527, el reino de Silla adoptó oficialmente el Budismo bajo el mandato del rey Beopheung, aunque ya estuvo expuesto a esta religión por más de un siglo durante el cual tuvo cierta aceptación en la población nativa. Fue el monje budista Won Hyo quien expuso por primera vez el reino de Silla al budismo, en el año 686 d. C., cuando viajó allí desde Goguryeo con ánimo de ganar prosélitos a mediados del siglo V.
Con la unificación de Silla, el Budismo comenzó a tener un papel menos importante en la política, ya que la monarquía quiso adoptar el Confucianismo chino como una estrategia para gobernar un estado más grande y reprimir el poder de las familias aristocráticas. No obstante, el Budismo siguió gozando de una posición privilegiada en la mayor parte de la sociedad de Silla. Cientos de monjes de Silla viajaron a la China de la dinastía Tang buscando educación y procurarse los tan necesitados sutras budistas.